# Khawaja Nazimuddin
Sir Khawaja Nazimuddin (Urdu: خواجہ ناظم الدین‎; Bengali: খাজা নাজিমুদ্দীন; 19 de Julho de 1894 – 22 de Outubro de 1964) foi um político conservador paquistanês e um dos fundadores do Paquistão. Foi o primeiro líder bangali do Paquistão, tendo sido ministro da defesa e primeiro-ministro entre 1951 e 1953 e o segundo governador-geral, entre 1948 e 1951.

## Vida
Nascido em uma família aristocrática Nawab em Bengala, em 1894, ele foi educado na Universidade Aligarh Muslim antes de prosseguir seus estudos de pós-graduação na Universidade de Cambridge. Ao retornar, ele enlouqueceu em sua jornada como político na plataforma da Liga Muçulmana. Inicialmente, sua carreira política girou em torno da defesa de reformas e desenvolvimento em relação à educação em Bengala. No entanto, mais tarde ele começou a apoiar a causa de uma pátria muçulmana separada sob a liderança de Muhammad Ali Jinnah.
Ele ocupou o cargo de primeiro-ministro de Bengala de 1943 a 1945. Após a partição, ele se tornou o primeiro ministro-chefe de Bengala Oriental, cargo que ocupou até sua ascensão a governador-geral em 1948, após a morte de Jinnah. Em 1951, ele renunciou ao cargo de governador-geral a Sir Malik Ghulam e assumiu o controle do governo federal como primeiro-ministro após o assassinato de Liaquat Ali Khan.
Como primeiro-ministro, ele lutou para administrar o governo com eficácia nas frentes interna e externa e, portanto, seu mandato durou pouco. No front doméstico, ele lutou para manter a lei e a ordem no país e instruiu os militares a impor a lei marcial em Lahore devido a distúrbios religiosos e estagnação. Ele também enfrentou um movimento populista de línguas em sua Bengala nativa, que acabou levando ao fechamento de seu governo provincial. Na frente externa, relações diplomáticas com os Estados Unidos, União Soviética, Afeganistão e Índia azedou quando o republicanismo e o socialismo ganharam popularidade em casa. Eventualmente, ele foi forçado a renunciar em favor do diplomata Mohammad Ali Bogra pelo seu próprio governador-geral nomeado, Sir Malik Ghulam, em 1953, e admitiu a derrota nas eleições realizadas em 1954. Pouco depois de se aposentar da política nacional, ele sofreu uma breve doença e morreu em 1964. Ele foi enterrado em um Mausoléu em Dhaka.

## Citação
O seu papel como governador-geral refletiu uma mentalidade conservadora e ele falou contra o secularismo no paísː 
"Eu não concordo que a religião seja uma questão privada do indivíduo nem concordo que em um estado islâmico todo cidadão tenha direitos idênticos, não importa qual seja sua casta, credo ou fé..." 